# Lactodurum
Lactodurum fu una città fortificata della Britannia romana, che sorgeva lungo la strada romana chiamata Watling Street, oggi nota come strada nazionale A5.
Sopra di essa oggi sorge Towcester, nella contea inglese del Northamptonshire.
Sorgeva sulla riva meridionale di un'ampia ansa del fiume Tove. L'insediamento si estendeva su una superficie di circa 11,25 ettari e distava circa 200 m dal punto di attraversamento del fiume.
Towcester rivendica di essere la più antica città del Northamptonshire e, per il fatto che sono stati effettuate rinvenimenti risalenti all'età del ferro, uno dei più antichi insediamenti del paese ad essere abitati con continuità. Vi sono riscontri del fatto che Towcester fu popolata sin dal Mesolitico. Nell'area si trovano anche sepolture dell'età del ferro.

## Watling Street
In epoca romana, la Watling Street attraversava l'area di Lactodurum, forse un forte con guarnigione.
Alcune persone del luogo ritengono che l'insediamento originario preromano fosse ubicato circa 900 m a sud dell'attuale città, sulla sommità della collina, ove si incrociavano un tratto della strada con direzione nord-sud (poi divenuta parte della romana Watling Street) e un tratturo avente andamento est-ovest (oggi corrispondente a una strada secondaria chiamata cow pastures), e che lì ci fosse un piccolo insediamento del tipo della stazione di posta.
Nei pressi della città, sono situati due siti che potrebbero essere stati i campi di battaglia della Battaglia della strada Watling, combattuta nel 61 d.C.; questi sono Church Stowe, situato 7 km a nord e Paulerspury, che si trova 5 km a sud.
Il forte fu da presto rimpiazzato da un insediamento civile, che potrebbe essere cresciuto intorno ad esso.
Gli edifici in legno della fine del I secolo furono sostituiti con edifici in pietra nel secolo successivo, giungendo a includere una probabile mansio.
Verso la metà del II secolo, c'erano numerose botteghe allineate lungo i lati delle strade.
Le residenze private del III e del IV secolo furono decorate con pavimenti musivi e dipinte con gesso decorativo.

## Descrizione
Lactodurum era cinta da mura che erano rinforzate in parecchi punti da torri di pietra e laterizio.
Fino agli anni '60 del XX secolo, era ancora possibile vedere i resti di una di queste torri, ma fu poi demolita per far posto alla costruzione di un centralino telefonico.
Il muro era anche circondato da un fossato, parte del quale divenne il Mill Leat, sul lato orientale della città.
Si ritiene che l'attuale chiesa di Saint Lawrence a Towcester sorga sul sito di un ampio edificio pubblico romano, forse un tempio, sebbene in quest'area dovesse sorgere anche un impianto termale. Si possono vedere piccoli frammenti di pavimentazione romana nei pressi del locale caldaia della chiesa.
Il borgo romano era formato da edifici in legno e massone posti all'interno di piccoli appezzamenti rettangolari, che probabilmente rappresentavano piccole proprietà.
Vi sono comunque riscontri di una notevole attività industriale, in particolare la lavorazione del ferro, del bronzo, del piombo e del peltro e la produzione di ceramica.